# Чемпіонат світу з трекових велоперегонів 2017 — індивідуальна гонка переслідування (жінки)
Змагання в індивідуальній гонці переслідування серед жінок на Чемпіонаті світу з трекових велоперегонів 2017 відбулись 15 квітня.

## Результати

### Кваліфікація
Перша і друга за часом спортсменки потрапляють у фінал за золоті медалі, третя і четверта - за бронзові.
| Місце | Ім'я              | Країна          | Час      | Відставання | Примітки |
| ----- | ----------------- | --------------- | -------- | ----------- | -------- |
| 1     | Хлоя Дагерт       | США             | 3:22.920 |             | Q, CR    |
| 2     | Ешлі Анкудінов    | Австралія       | 3:29.554 | +6.634      | Q        |
| 3     | Ребекка Вайсак    | Австралія       | 3:30.938 | +8.018      | q        |
| 4     | Келлі Кетлін      | США             | 3:31.073 | +8.153      | q        |
| 5     | Кеті Арчибальд    | Велика Британія | 3:31.331 | +8.411      |          |
| 6     | Джеймі Нільсен    | Нова Зеландія   | 3:31.653 | +8.733      |          |
| 7     | Кірсті Лей        | Канада          | 3:32.936 | +10.016     |          |
| 8     | Сільвія Вальсеккі | Італія          | 3:33.088 | +10.168     |          |
| 9     | Гудрун Шток       | Німеччина       | 3:34.325 | +11.405     |          |
| 10    | Енні Форман-Маккі | Канада          | 3:34.955 | +12.035     |          |
| 11    | Юстина Качковська | Польща          | 3:34.958 | +12.038     |          |
| 12    | Елеанор Дікінсон  | Велика Британія | 3:34.982 | +12.062     |          |
| 13    | Маріон Боррас     | Франція         | 3:36.194 | +13.274     |          |
| 14    | Кірсті Джеймс     | Нова Зеландія   | 3:36.250 | +13.330     |          |
| 15    | Франческа Паттаро | Італія          | 3:37.531 | +14.611     |          |
| 16    | Еліз Дельзенн     | Франція         | 3:38.744 | +15.824     |          |
| 17    | Анна Тарві        | Ірландія        | 3:40.484 | +17.564     |          |
| 18    | Поліна Пивоварова | Білорусь        | 3:41.497 | +18.577     |          |
| 19    | Глорія Родрігес   | Іспанія         | 3:43.369 | +20.449     |          |
| 20    | Аннеліс Дом       | Бельгія         | 3:44.903 | +21.983     |          |
| 21    | Юмі Кадзіхара     | Японія          | 3:47.356 | +24.436     |          |
| 22    | Ян Цянью          | Гонконг         | 3:48.449 | +25.529     |          |
| 23    | Аушріне Требайте  | Литва           | 3:56.001 | +33.081     |          |
| 24    | Дарія Пікулік     | Польща          | 4:09.892 | +46.972     |          |

### Фінали
Фінали розпочались о 21:01.
| Місце                    | Ім'я           | Країна    | Час      | Відставання |
| ------------------------ | -------------- | --------- | -------- | ----------- |
| Заїзд за золоту медаль   |                |           |          |             |
| 1                        | Хлоя Дагерт    | США       | 3:24.641 |             |
| 2                        | Ешлі Анкудінов | Австралія | 3:31.784 | +7.143      |
| Заїзд за бронзову медаль |                |           |          |             |
| 3                        | Келлі Кетлін   | США       | 3:30.365 |             |
| 4                        | Ребекка Вайсак | Австралія | 3:31.173 | +0.788      |